# Oz (Sprayer)

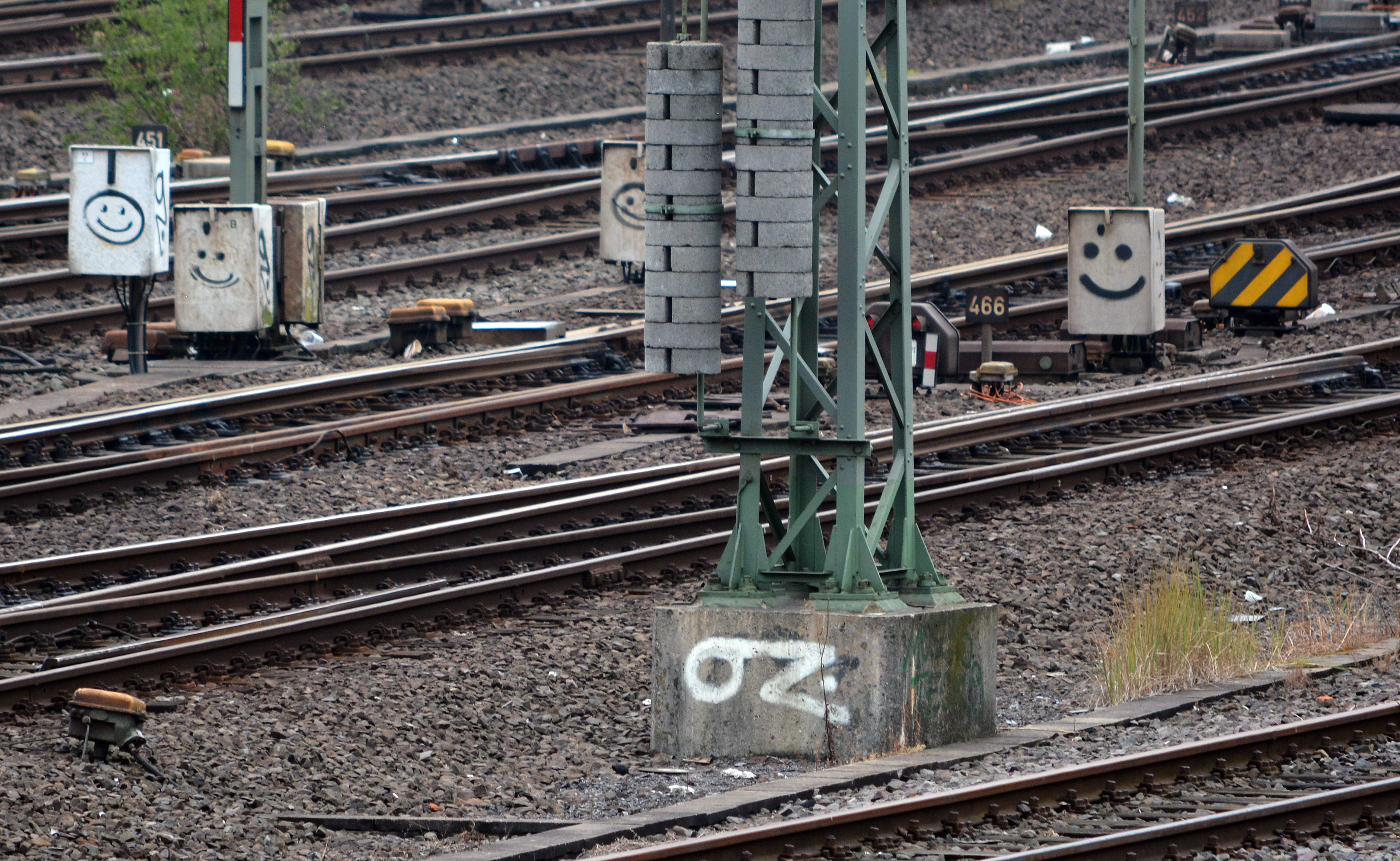
Tags und Smilies am Hamburger Hauptbahnhof

OZ oder Oz (* 7. Januar 1950 in Heidelberg; † 25. September 2014 in Hamburg; bürgerlich Walter Josef Fischer) war ein deutscher Graffiti-Künstler. Er galt als „Großvater der Sprüherszene“ in Hamburg. Er war auch unter dem Szenenamen „Johnny Walker“ bekannt. Seine Werke sind im Hamburger Stadtgebiet omnipräsent, vor allem in Form von Smileys, Kringeln und Tags. Er wurde wegen wiederholter Sachbeschädigung zu insgesamt acht Jahren Freiheitsstrafe verurteilt.

## Leben

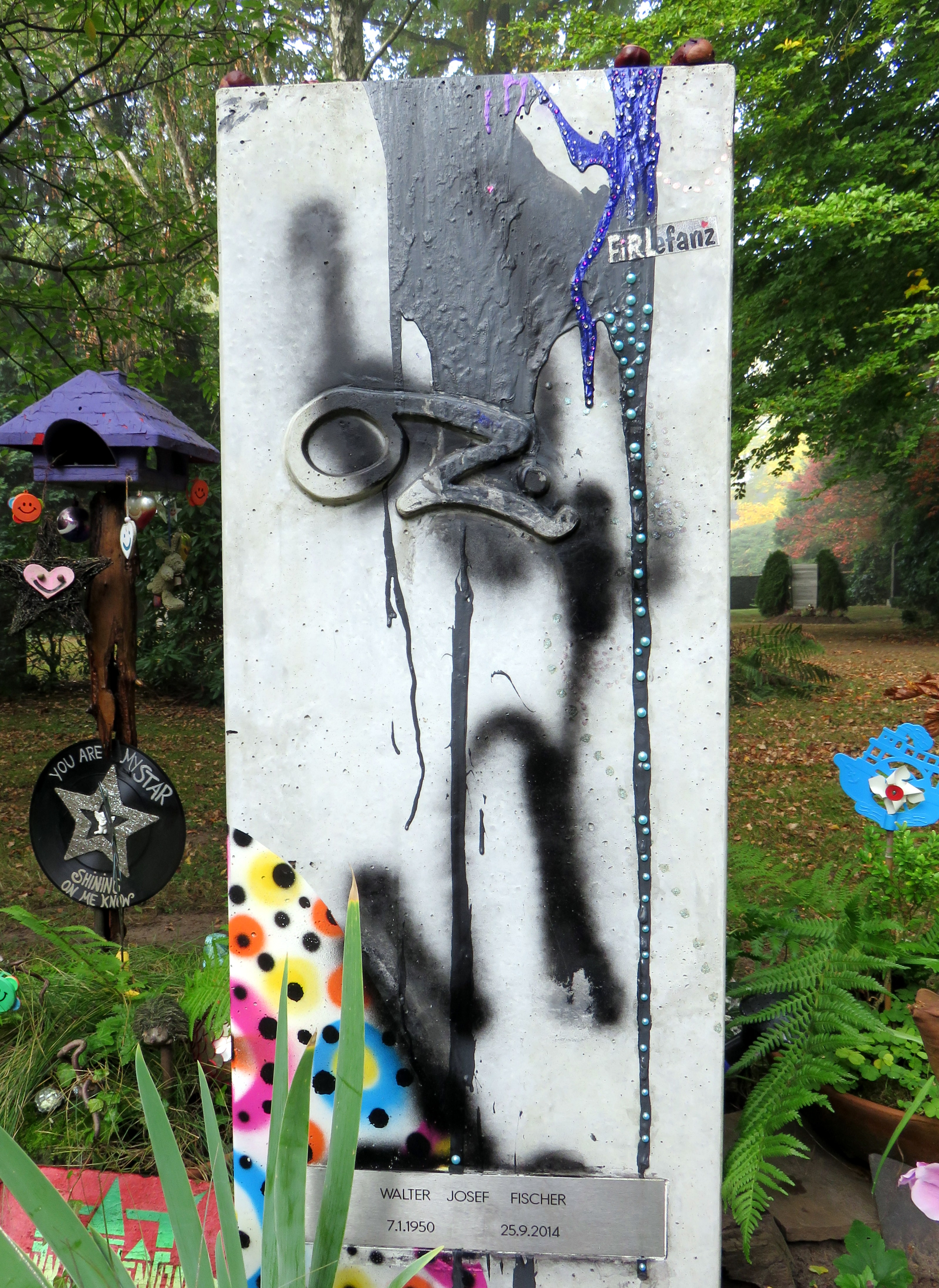
Grab von OZ (2018),
Friedhof Ohlsdorf

OZ wuchs als uneheliches Kind ohne Familie in einem katholischen Heim in Heidelberg auf. Dort litt er unter Anfeindungen wegen einer Lippen-Kiefer-Gaumenspalte, die später mehrfach operiert wurde. Er verließ die Hauptschule ohne Abschluss. Anschließend begann er Ausbildungen als Damenfriseur und Gärtner, die er ebenfalls abbrach. Mit dem Sprühen von Graffiti begann er 1977 in Stuttgart. Im selben Jahr unternahm er Reisen innerhalb Europas und nach Indien, Thailand, Afghanistan und Indonesien.
Ab 1992 lebte er in Hamburg. Zunächst sprühte OZ nur Smileys, später auch Schriftzüge, Kringel und großformatige, abstrakte Bilder. Nach Schätzungen der Hamburger Polizei hatte OZ bereits bis 2002 über 120.000 Zeichen im Stadtbild hinterlassen; diese Zahl dürfte bis zu seinem Tod noch deutlich zugenommen haben.
Zuletzt lebte OZ in einer Ladenwohnung im Stadtteil Billstedt. Er war von einem Gericht als „seelisch behindert“ eingestuft worden und wurde die letzten sechs Jahre seines Lebens von Sozialarbeitern betreut.
Am 25. September 2014 gegen 22:30 Uhr sprühte OZ auf den Gleisen zwischen den Stationen Hauptbahnhof und Berliner Tor, wo ihn eine S-Bahn erfasste und ihm schwere Kopf- und Rückenverletzungen zufügte. Der Fahrer des nachfolgenden Zuges entdeckte die Leiche im Gleisbett. Die Bundespolizei stellte ein frisches Graffito auf der Abdeckung einer Stromschiene fest und fand dort eine Dose und einen Rucksack.
OZ wurde auf dem Friedhof Ohlsdorf in Hamburg beigesetzt; der Grabstein erinnert an einen Stromkasten.

## Werk

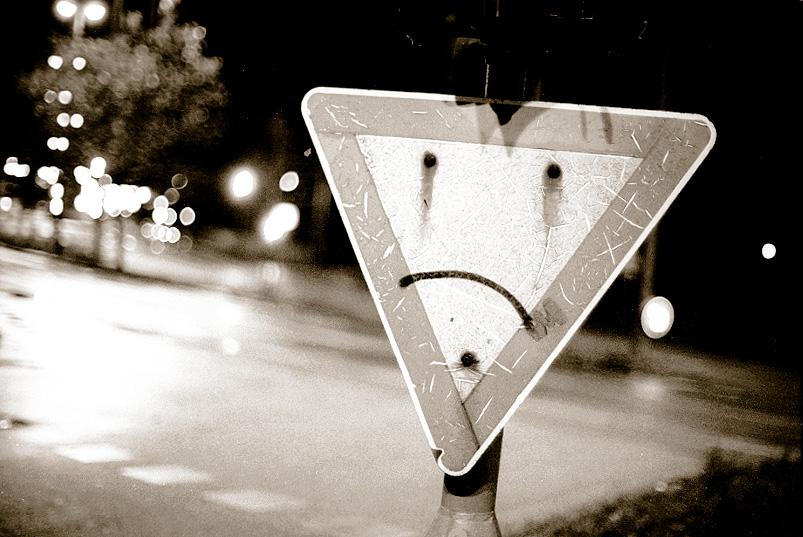
Früher OZ Smiley auf einem Hamburger Straßenschild (1999)
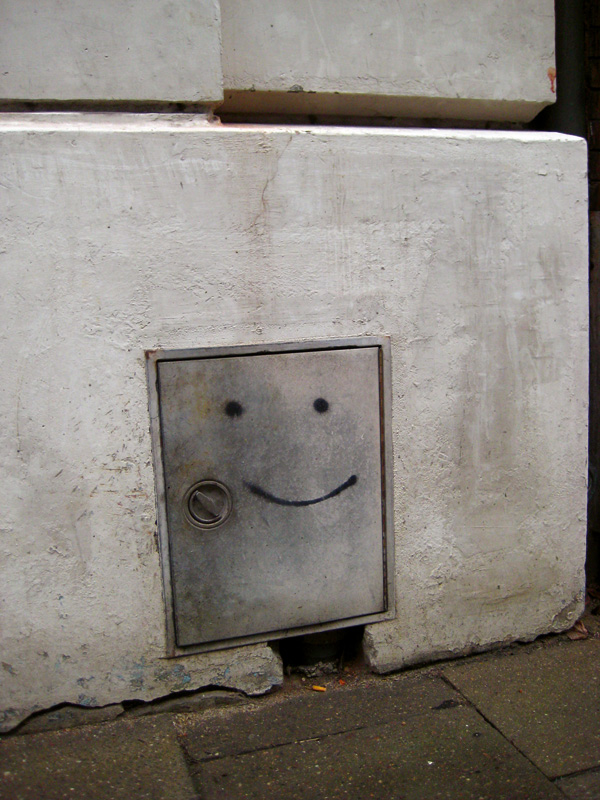
OZ Smiley aus den 90er Jahren in Hamburg
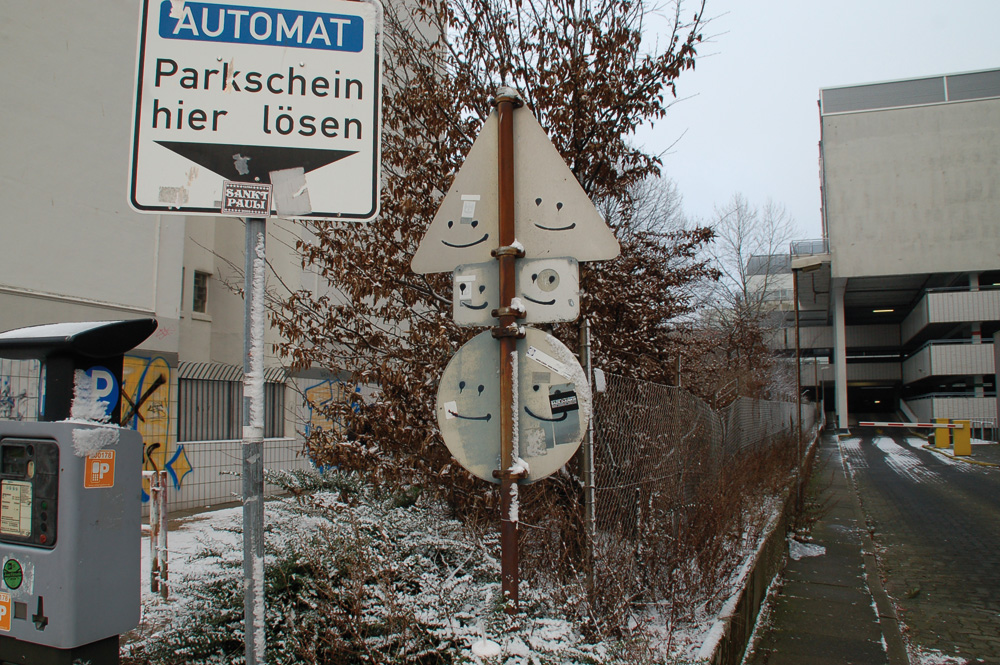
Frühe OZ Smileys in Hamburg (90er Jahre)
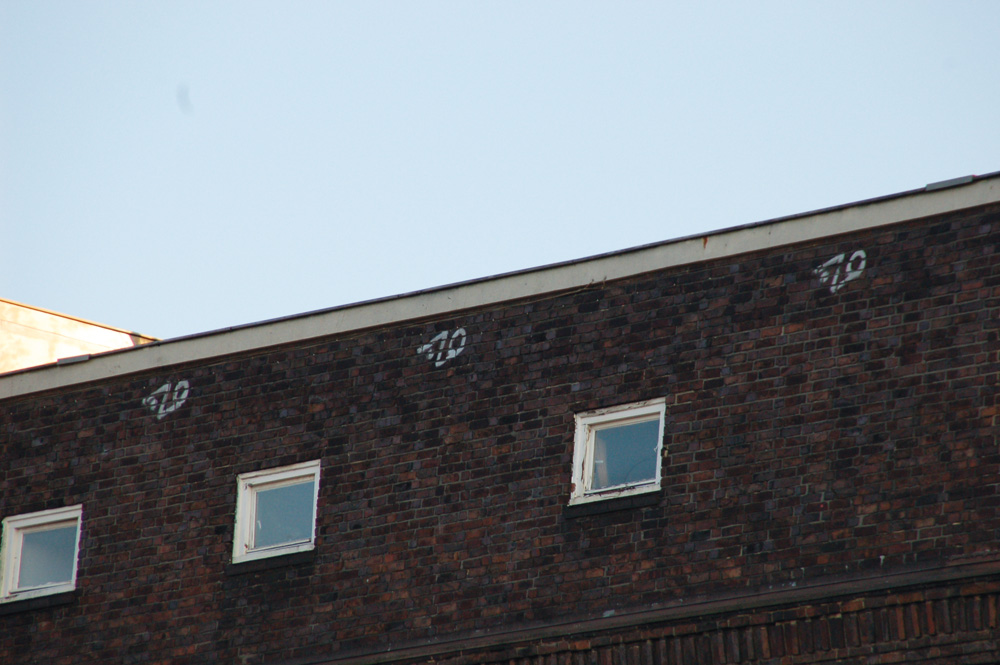
OZ Tags in Hamburg
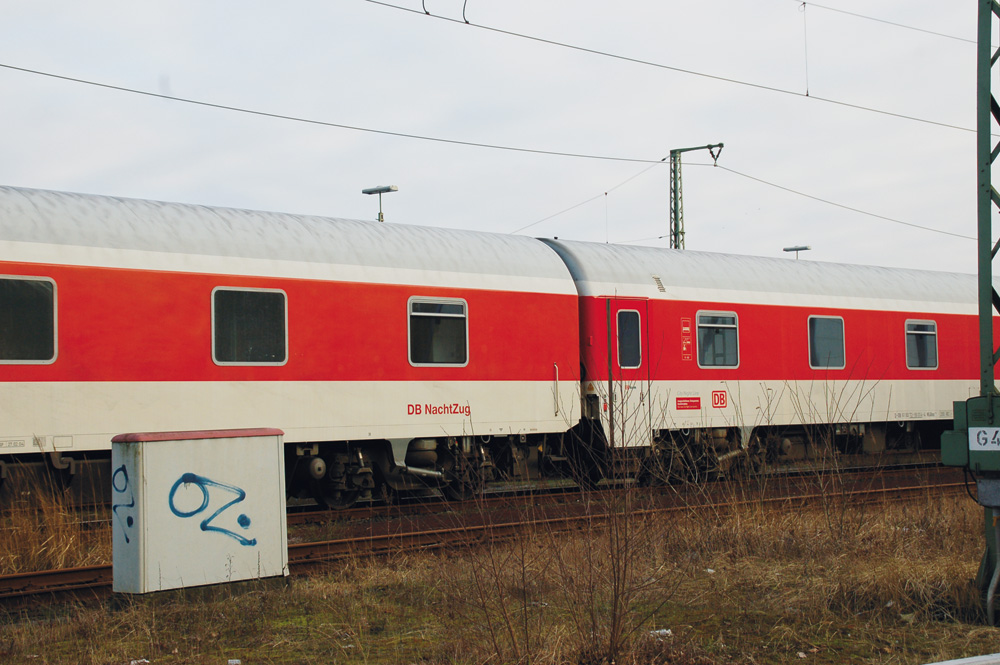
OZ Tag in Hamburg-Altona
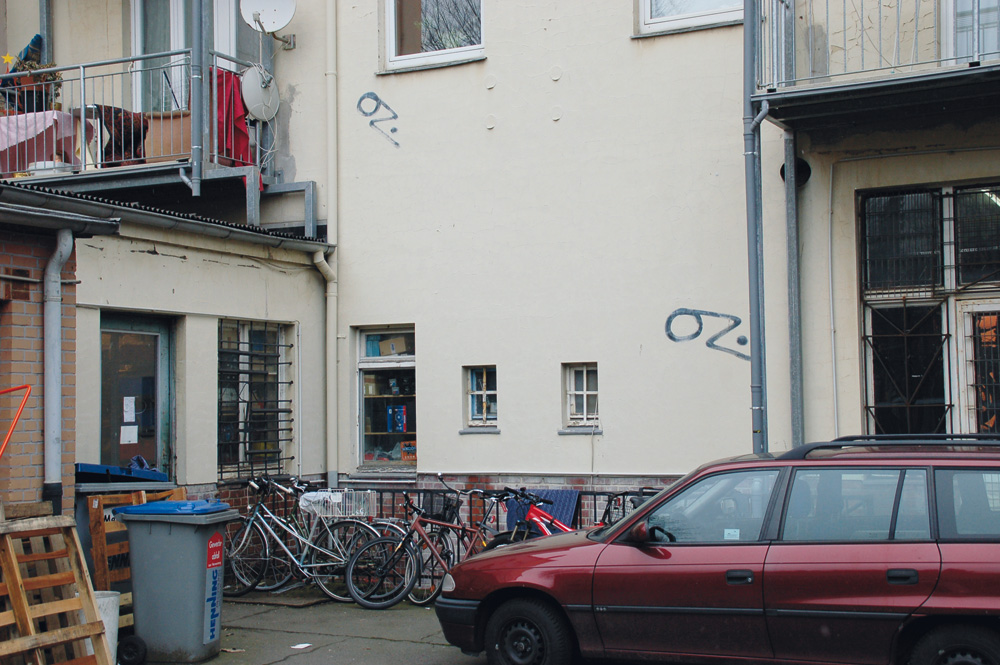
OZ Tags in Hamburg (Stresemannstraße)
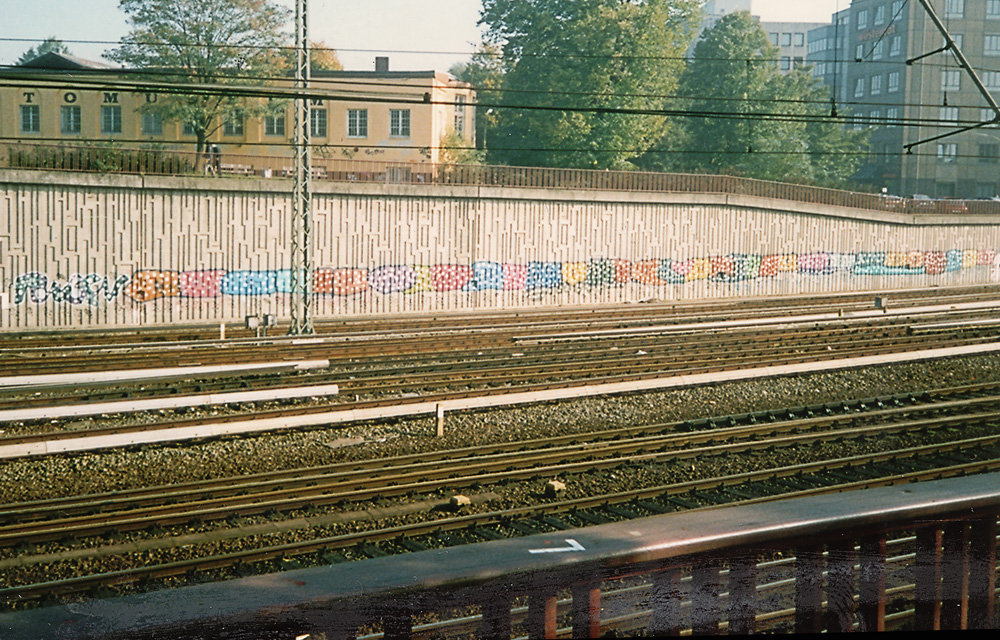
Wandgemälde von OZ aus den frühen 90er Jahren am Hamburger Hauptbahnhof. An dieser Stelle ist OZ verunglückt
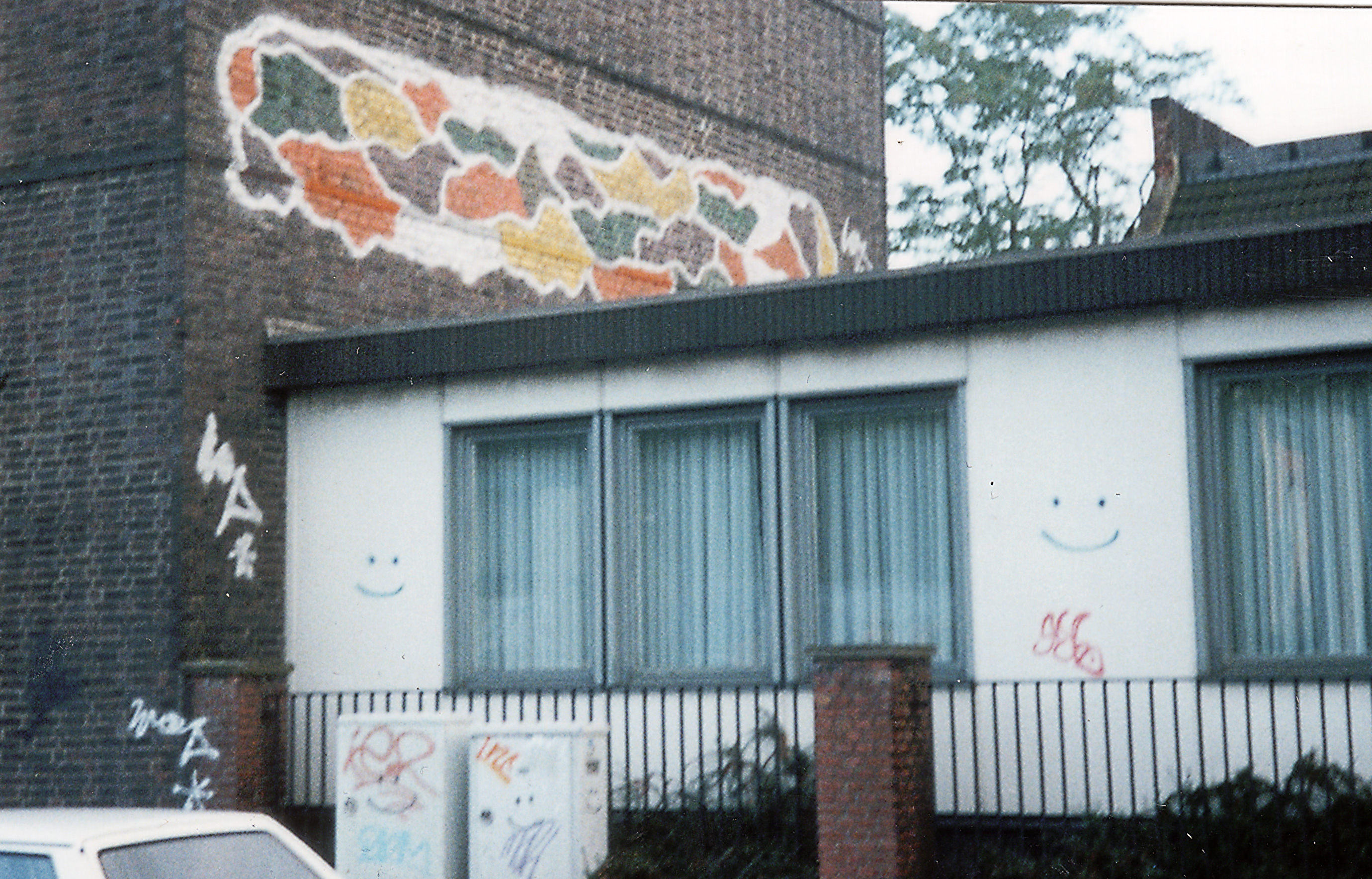
Wop Tags, Wandgemälde und Smiley von OZ in Hamburg (frühe 90er Jahre)
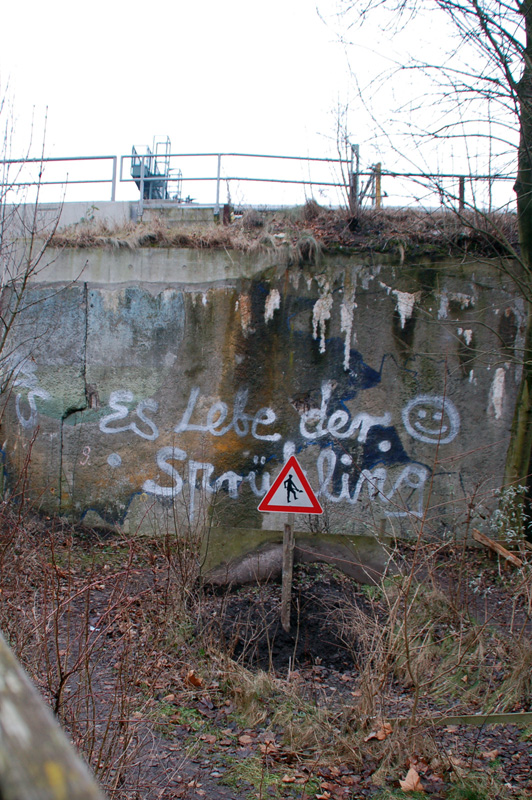
Es Lebe der Sprühling von OZ in Hamburg
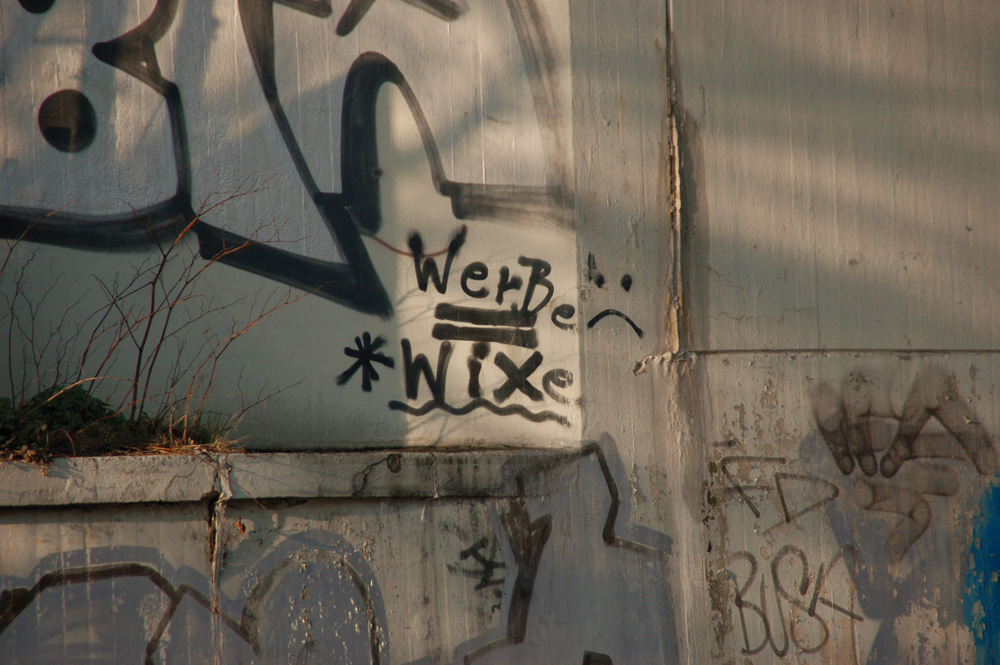
Werbe = Wixe von OZ in Hamburg-Bahrenfeld
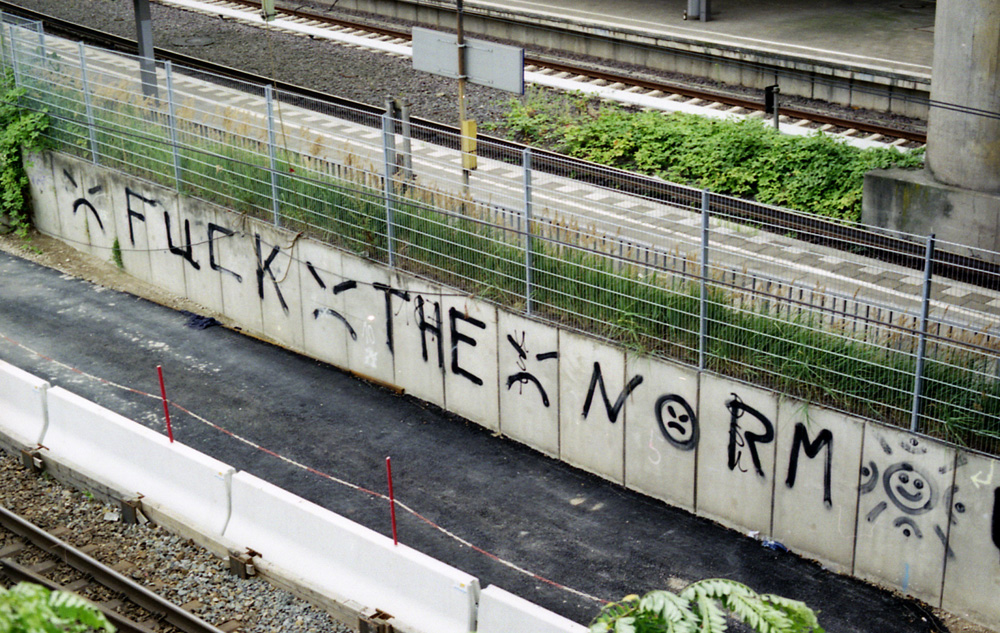
FUCK THE NORM von OZ am Berliner Tor in Hamburg (2016)
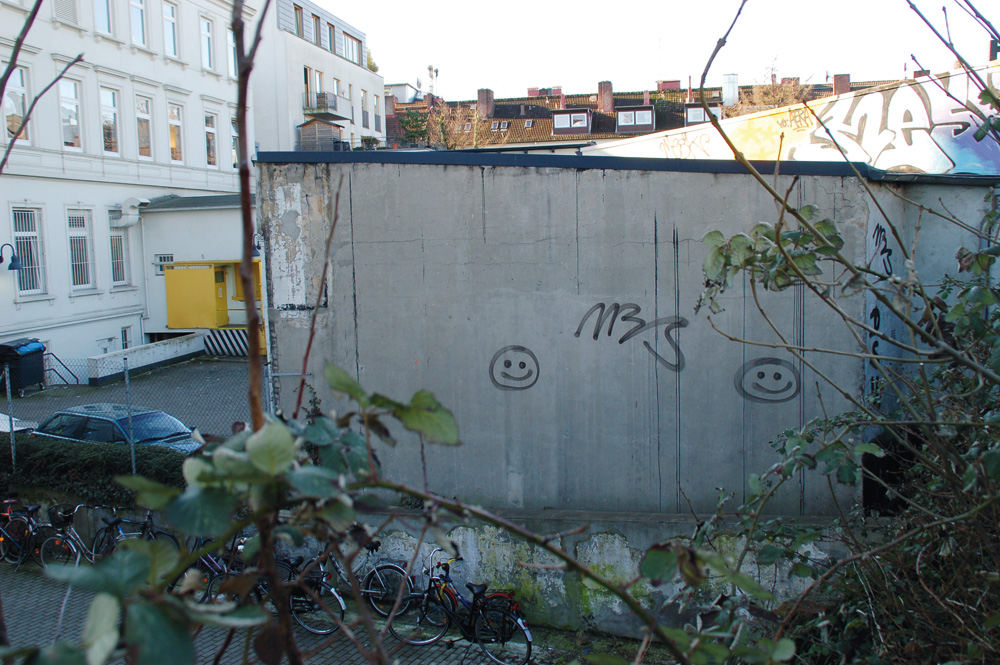
Smileys und MBS Tag von OZ im Hamburger Schanzenviertel
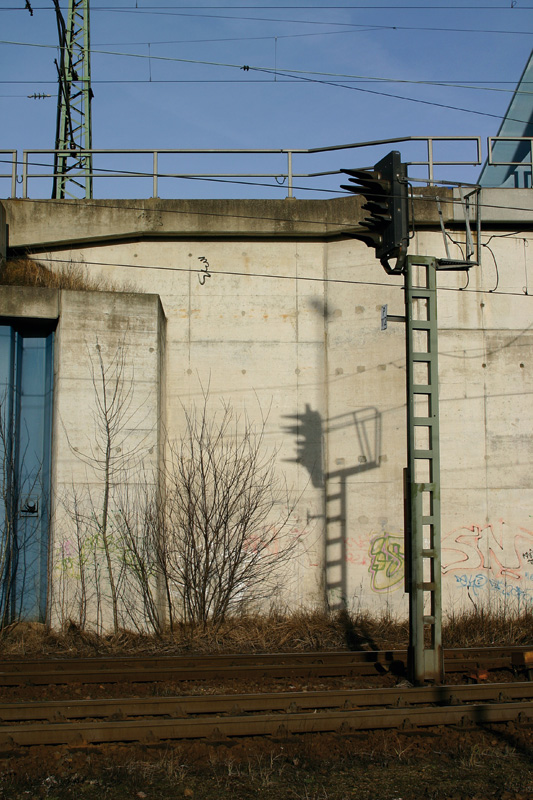
MBS (Miese Bullen Schweine) Tag von OZ in Hamburg
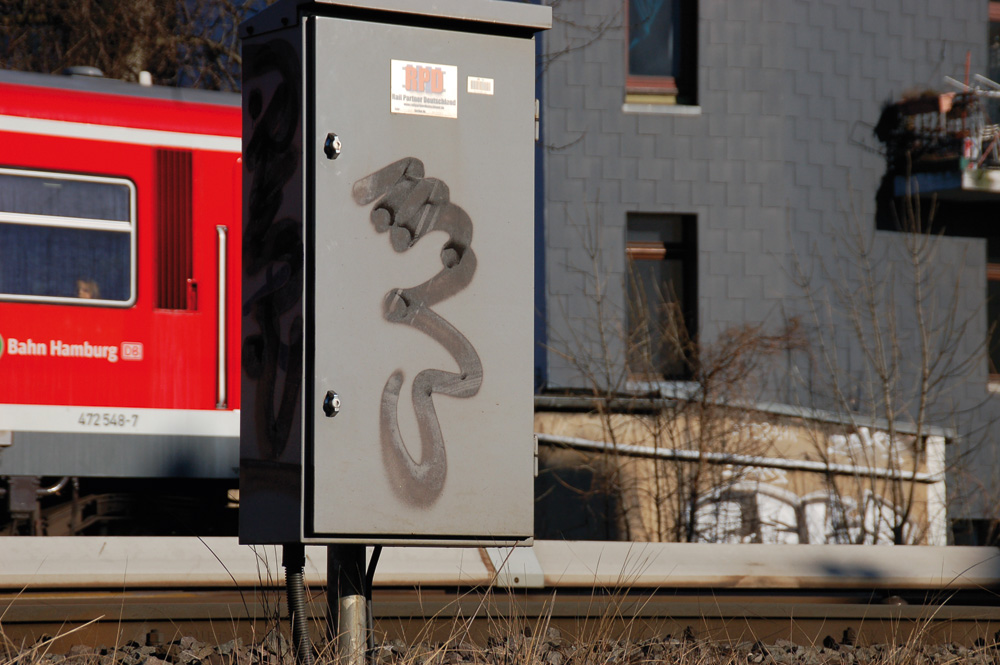
MBS Tag von OZ in Hamburg
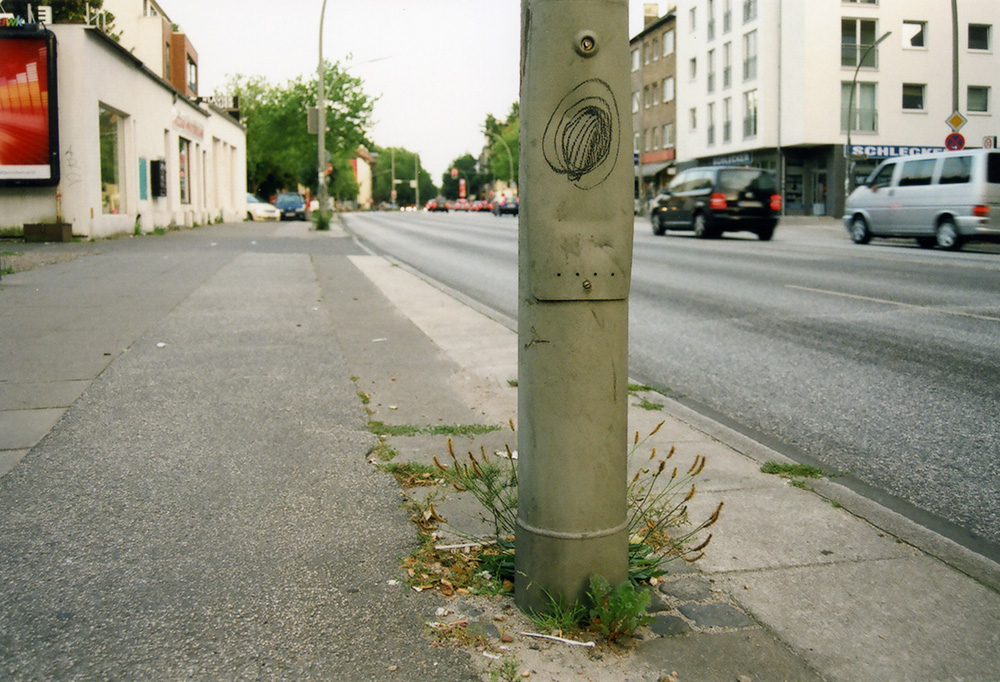
Kringel von OZ in Hamburg
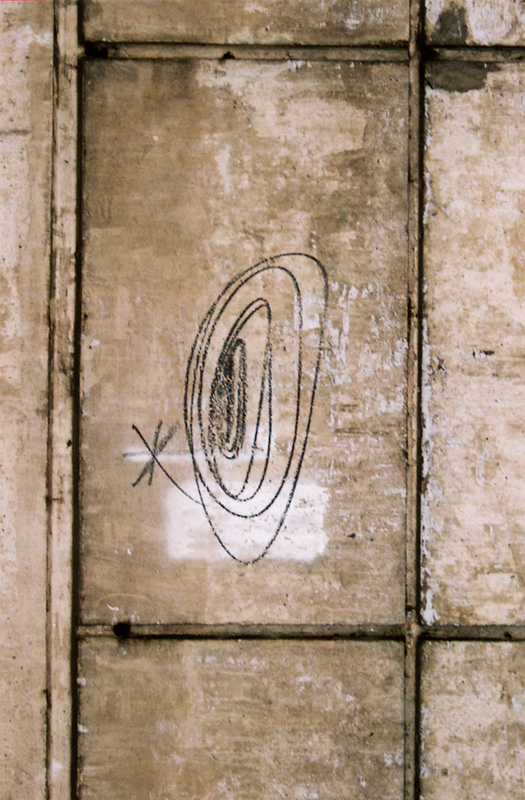
Kringel von OZ in Hamburg
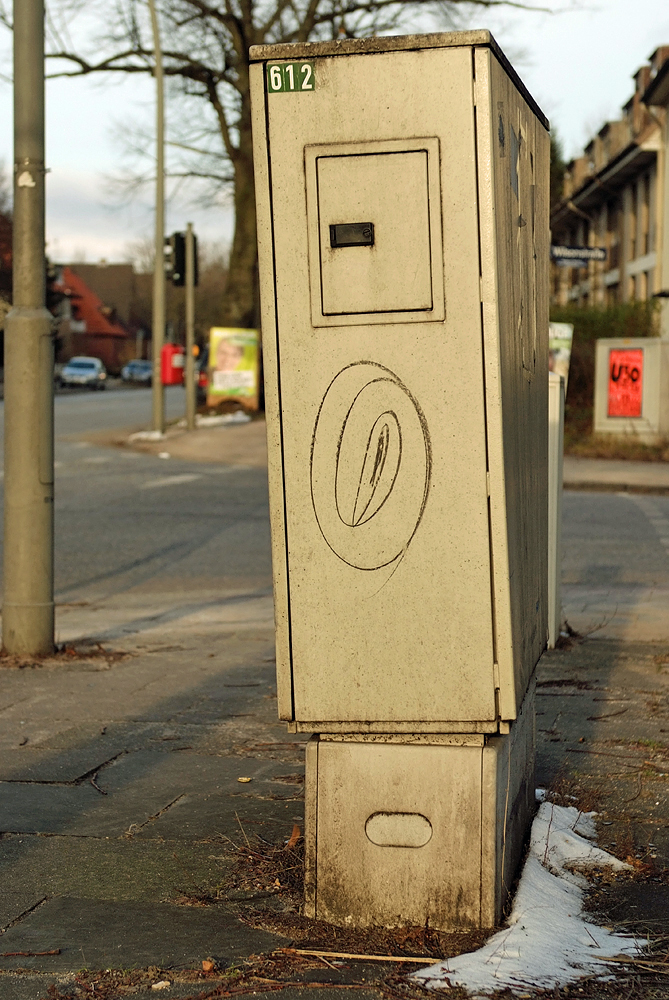
Kringel von OZ auf einem Stromkasten in Hamburg
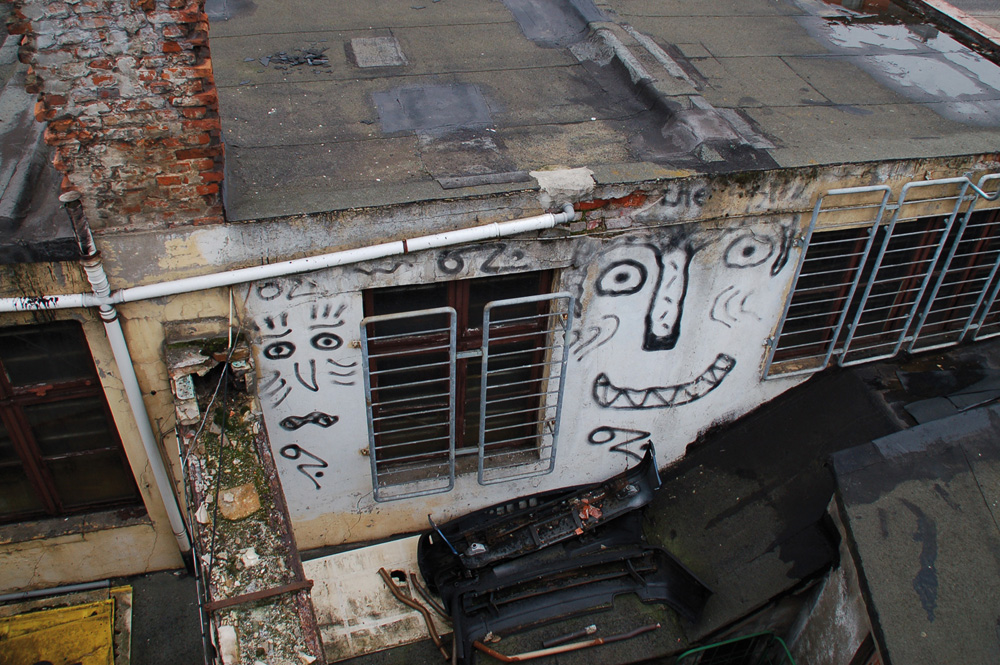
OZ Köpfe in Hamburg
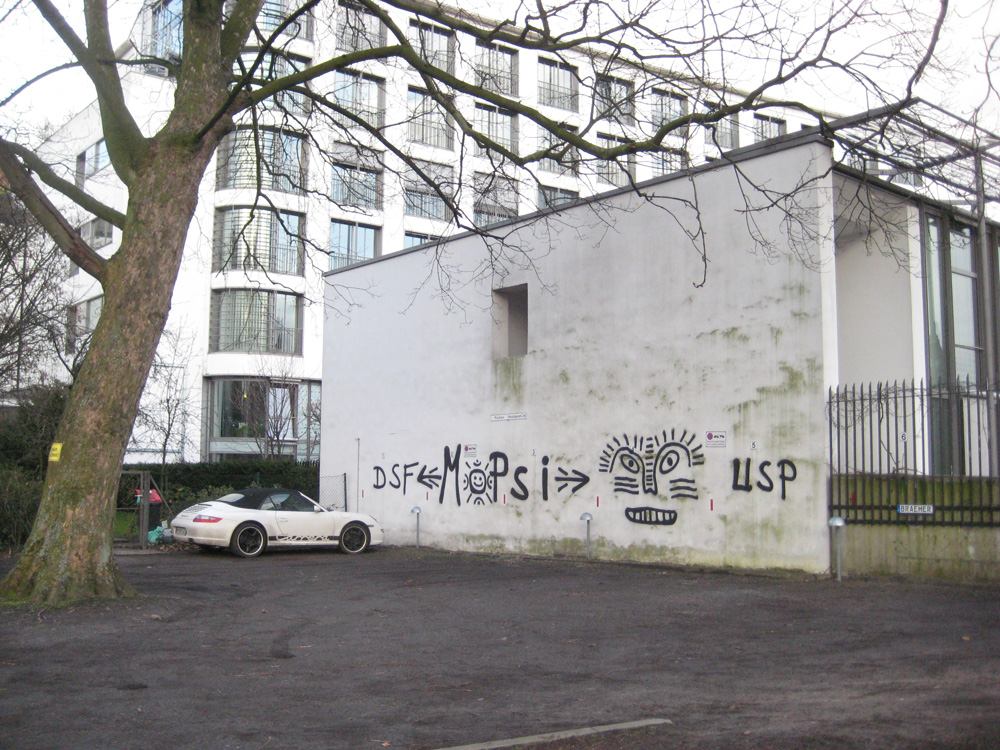
DSF, MoPsi und USP Tags und Kopf von OZ in Hamburg
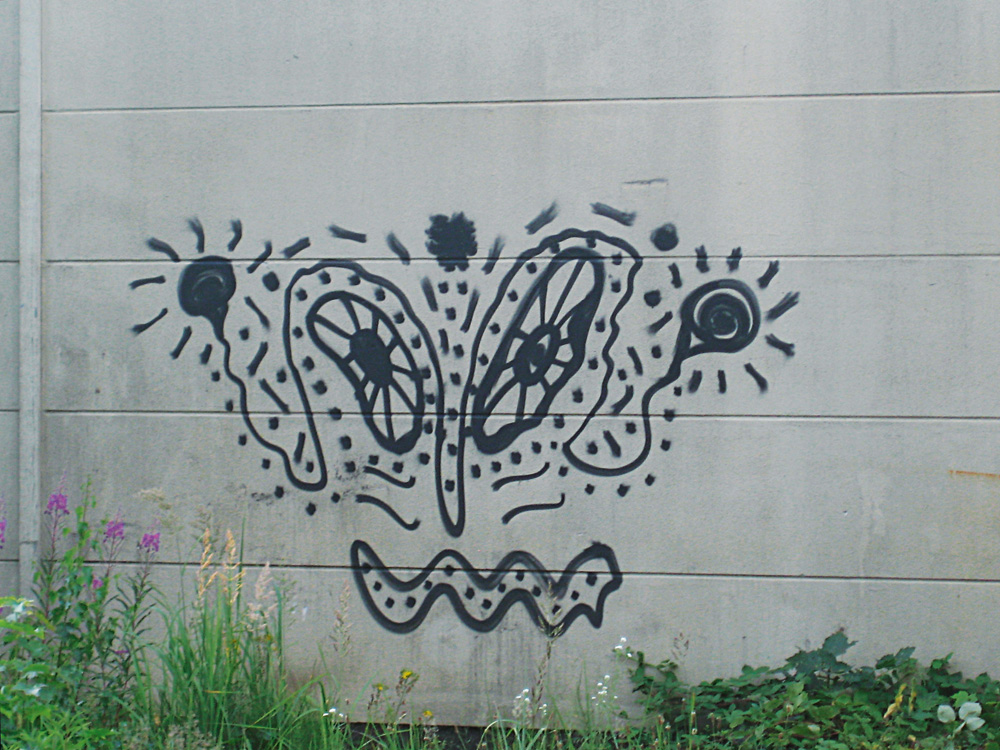
Kopf von OZ in Hamburg
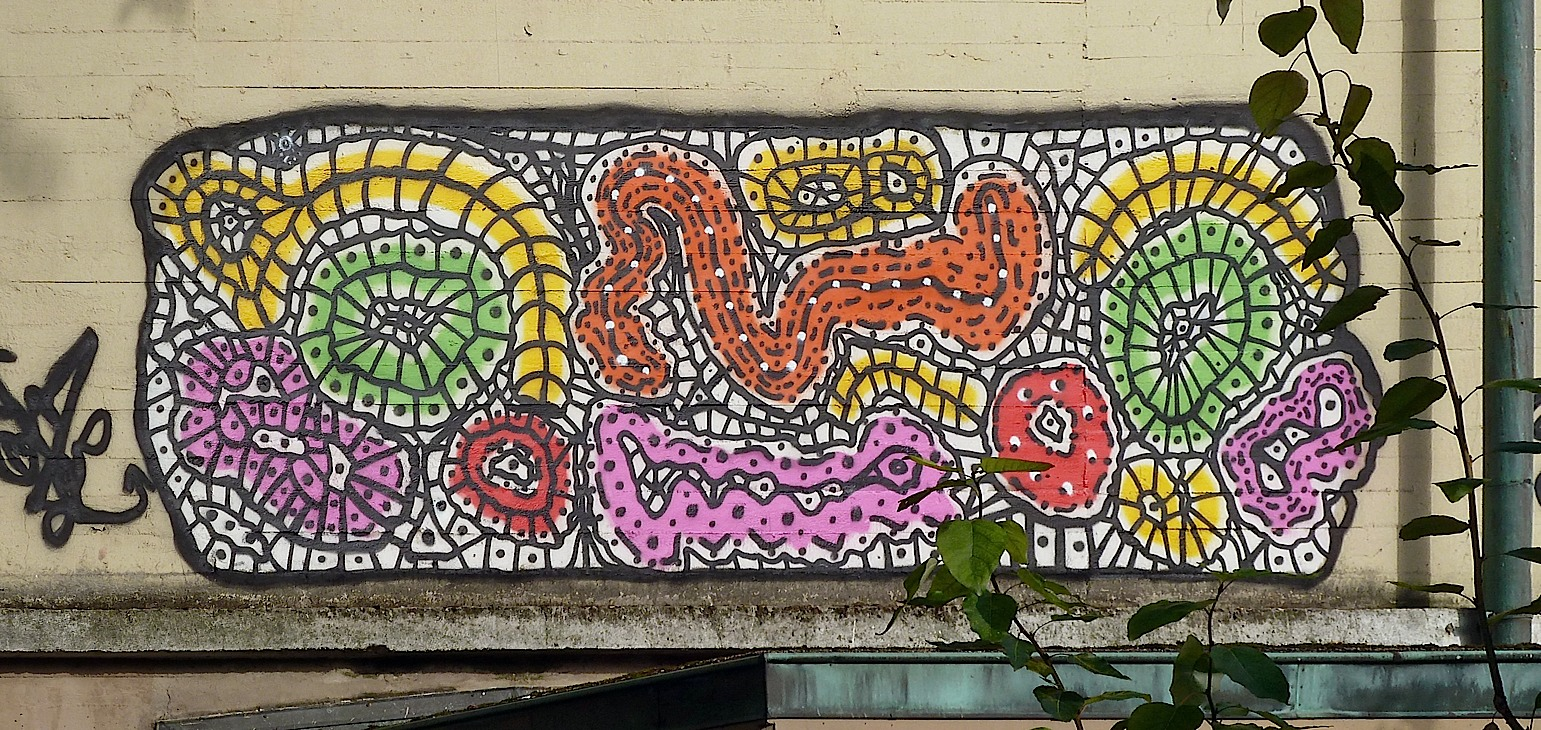
Wandgemälde von OZ in Hamburg
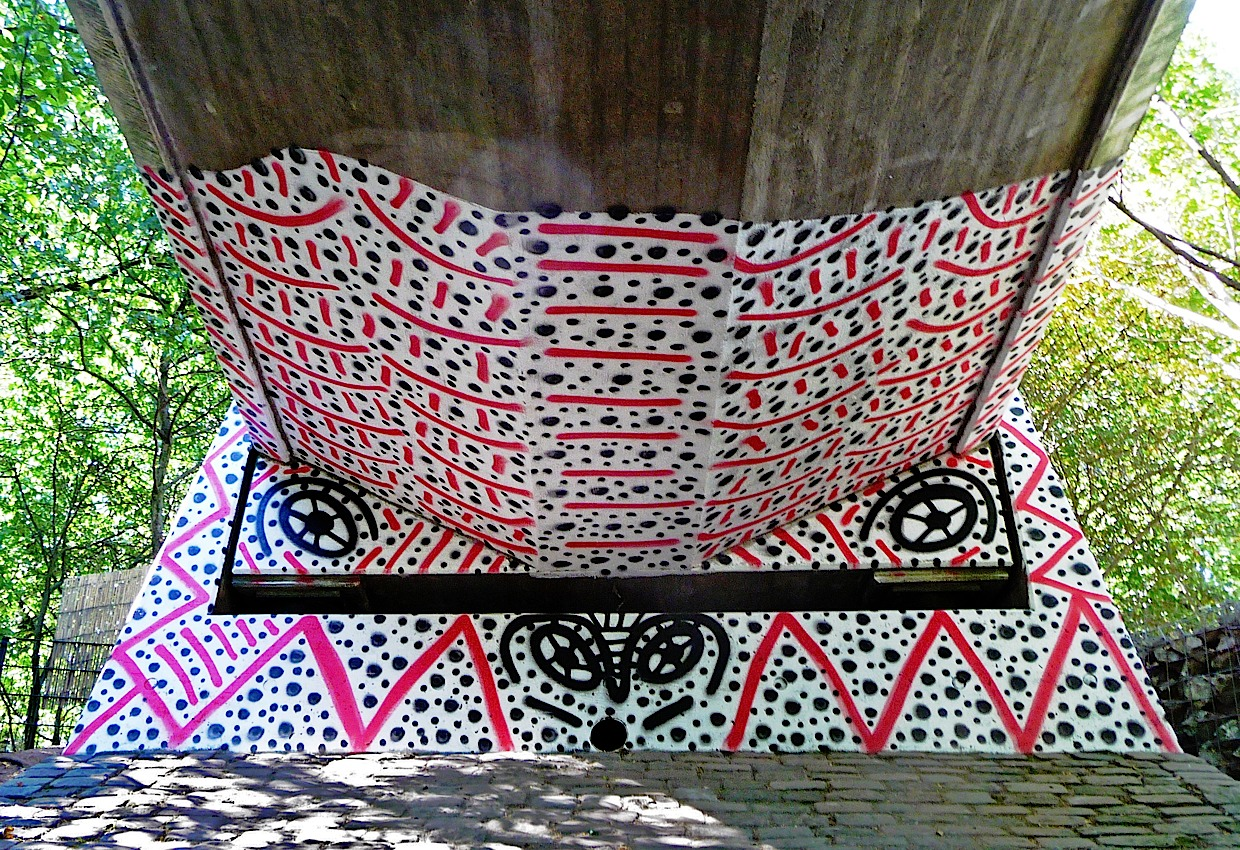
Wandgemälde an einer Unterführung an der Holstenstraße in Hamburg
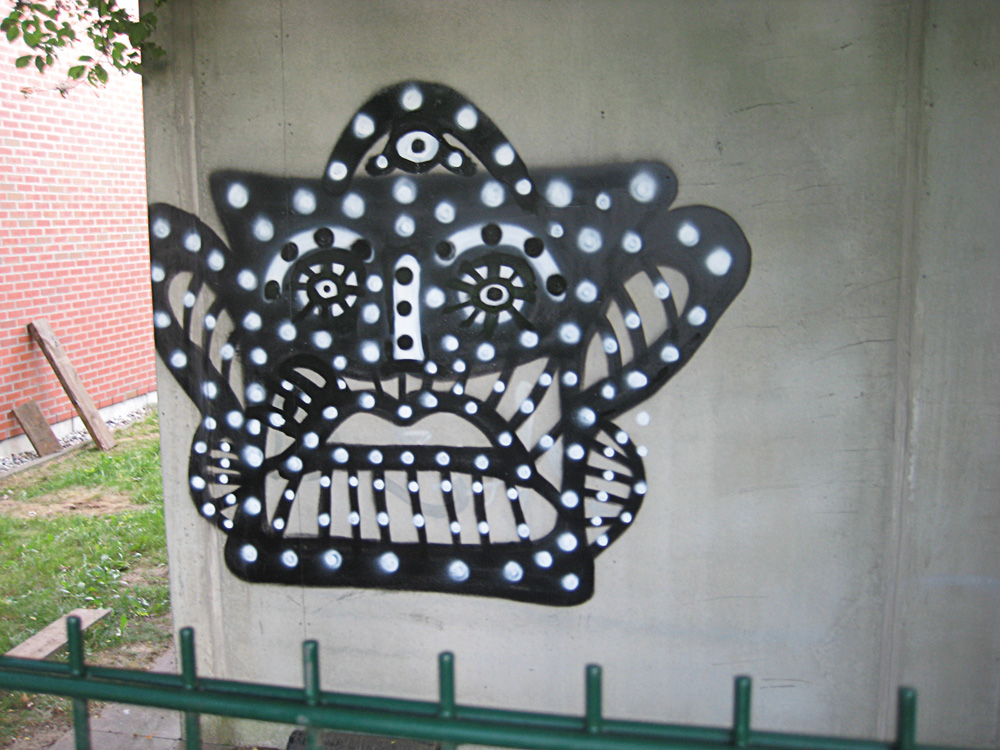
Kopf von OZ in Hamburg
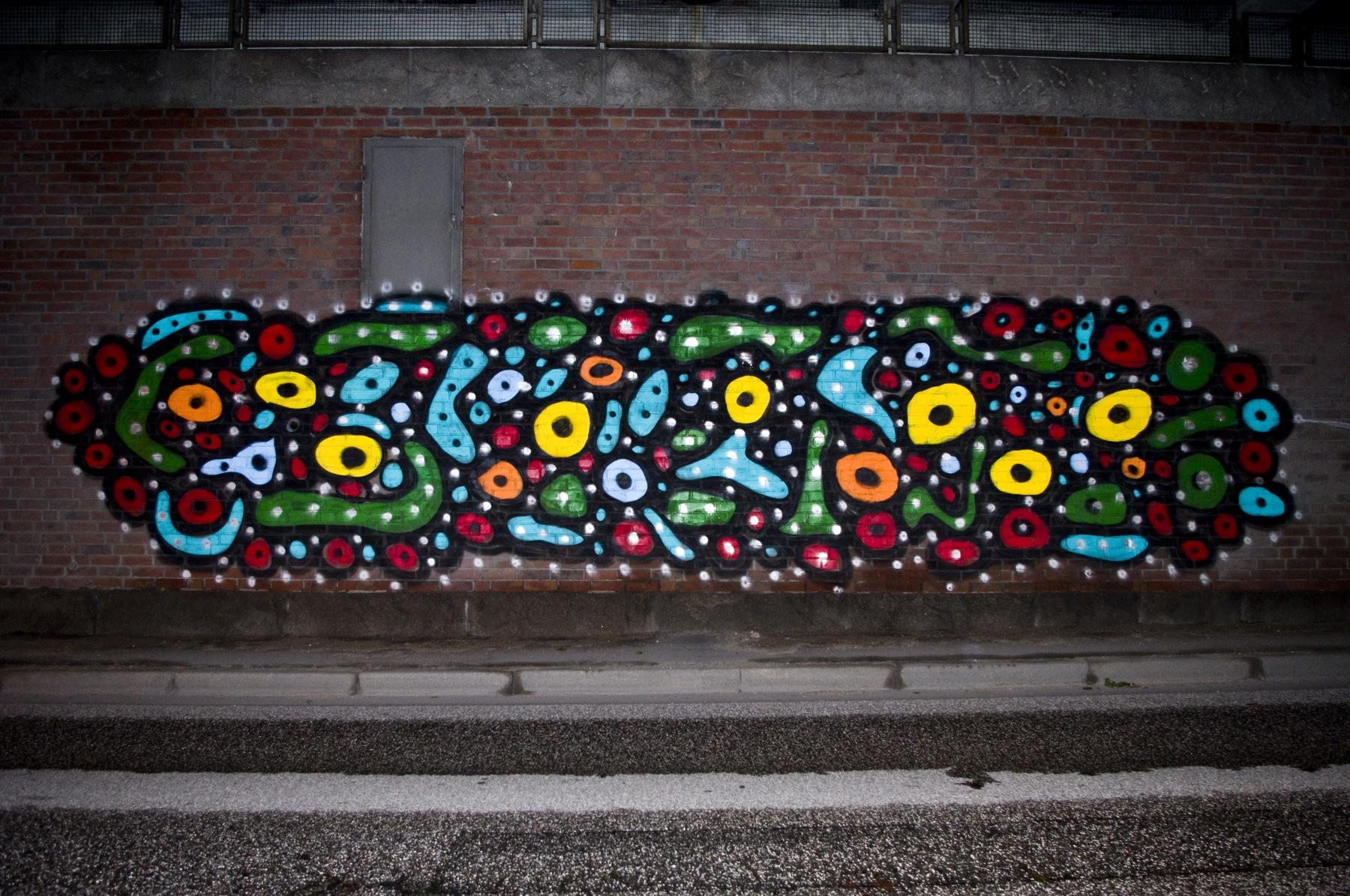
Wandgemälde von OZ an den Elbbrücken in Rothenburgsort
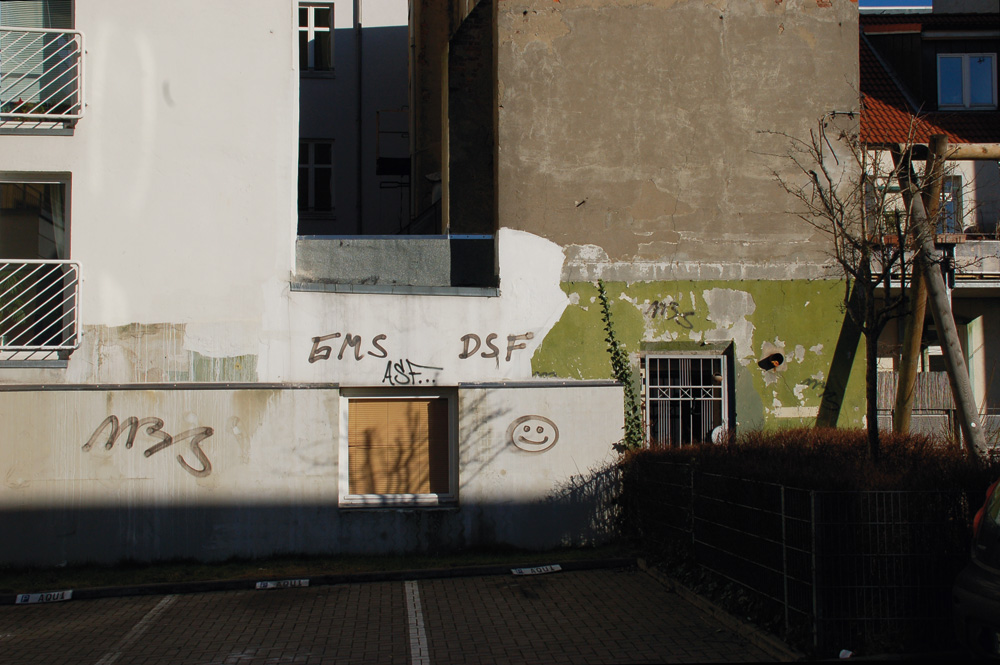
MBS, GMS, DSF Tags und Smiley von OZ in Hamburg
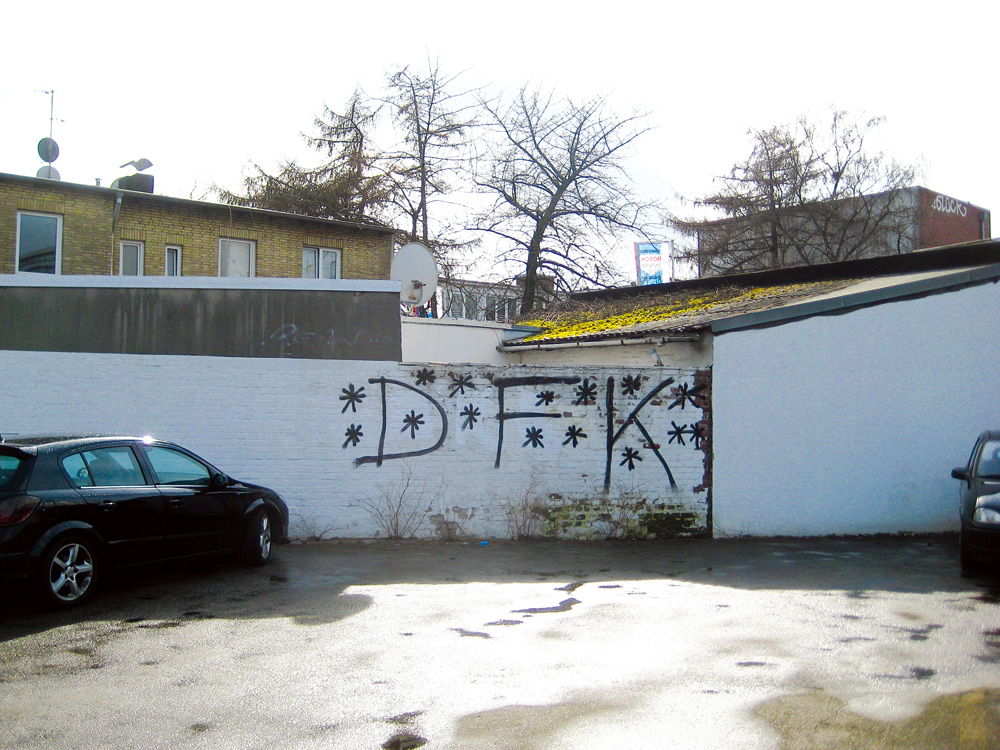
DFK Tag von OZ in Hamburg
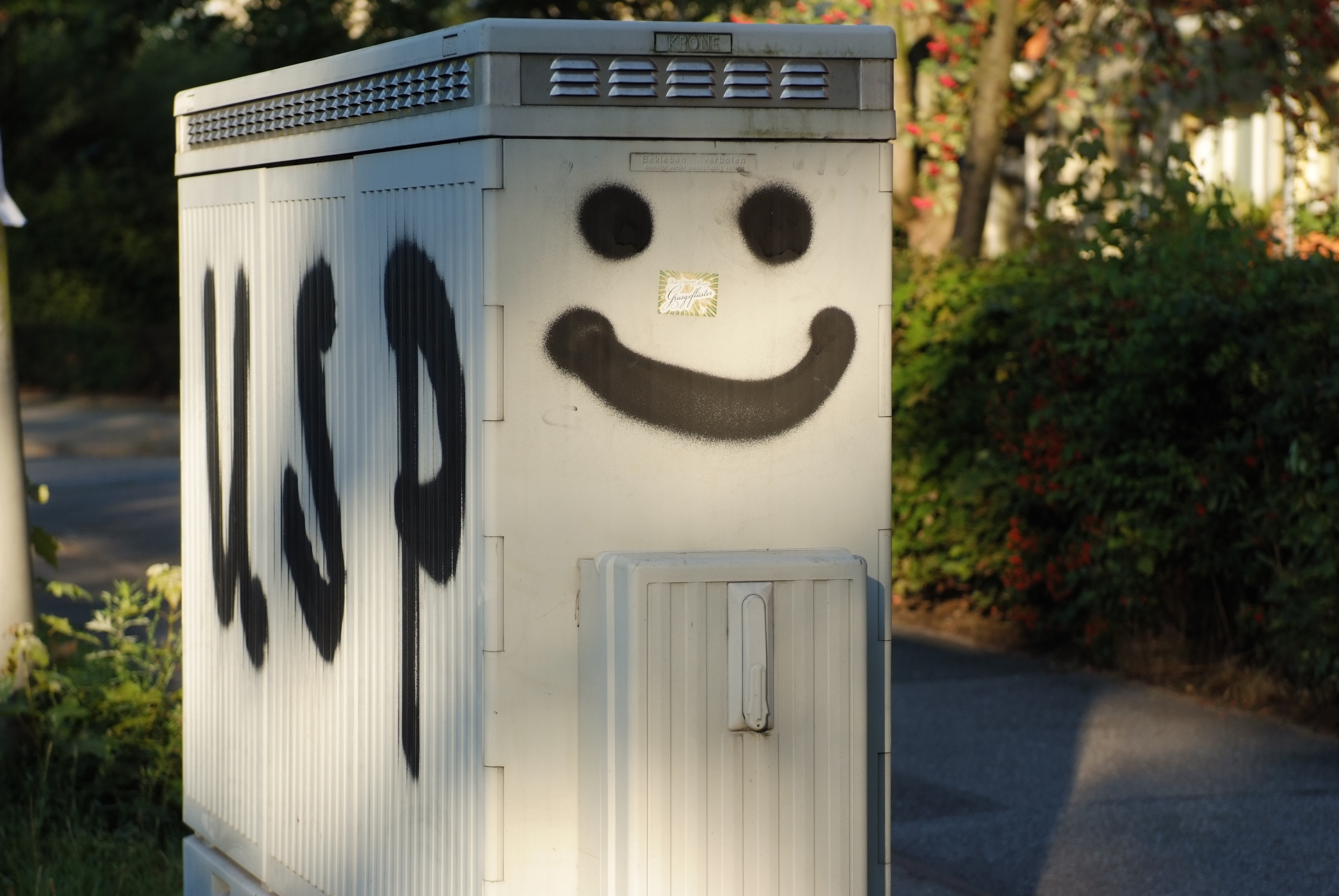
OZ Smiley und USP-Tag (Die Buchstaben USP stehen für die FC-St.-Pauli-Fans Ultra Sankt Pauli)

### Verwendung der Tags
Als Tags verwendete Fischer OZ (bzw. OLi je nach Lesart), USP (für Ultra Sankt Pauli) und MBS (für Miese Bullen Schweine).
Laut Jan Delay sollte das „OZ“-Tag eigentlich „Oli“ heißen, was aber „niemand gecheckt“ habe. Walter Fischer selbst sagte dazu: „Vielleicht heißt es ja nicht OZ, sondern Oli oder Ossi“. Es könne laut Fischer aber auch etwas ganz anderes bedeuten.
Gegenüber einer Kunstpädagogin der JVA Fuhlsbüttel, Eva-Maria Guzinski, äußerte er, dass die tatsächliche Bedeutung des Tags OLi sei, was sich von Ohne Liebe ableite.

### Öffentliche Rezeption
Vor allem durch die Menge seiner Arbeiten und dadurch, dass er sich trotz mehrjähriger Haftstrafen nicht vom Sprühen abbringen ließ, erlangte OZ nationale Bekanntheit. Viele Bürger und staatliche Institutionen sahen in ihm einen Vandalen und Schmierfinken. Unterstützer sahen in OZ hingegen einen Streetart- und Graffiti-Künstler, der durch seine Arbeit das Hamburger Stadtbild unverwechselbar gemacht habe. Zu seiner Verteidigung wurde der Konflikt zwischen dem Grundrecht auf Kunstfreiheit und dem auf Eigentum angeführt.
Eine Petition des Hamburger Ingenieurs Holger Krupp setzte sich 2014 dafür ein, dass einige Werke durch die Stadt als Kunstwerke anerkannt und erhalten werden. Dieses Anliegen traf auch bei der Kulturbehörde auf Unterstützung.
Im selben Jahr wurde OZ bei den Hiphop.de Awards postum für sein Lebenswerk ausgezeichnet.

### Persönliche Motivation
In verschiedenen Interviews äußerte OZ, dass sein Ziel sei, die Stadt zu verschönern. Für seine Arbeit wählte er gezielt graue Flächen und Wände aus, die er teilweise unter erheblichem persönlichen Einsatz mit großformatigen, abstrakten Bildern versah. Er fühlte sich als „Kämpfer gegen die Normen der deutschen Sauberkeit und die Kommerzgier“ und als „Stadtgestalter“. Im Hamburger Landgericht sagte er 1997: „Immer stehen die Autos im Vordergrund, nicht die Mütter. Ich hatte nie eine Mutter.“

### Kultureller Kontext

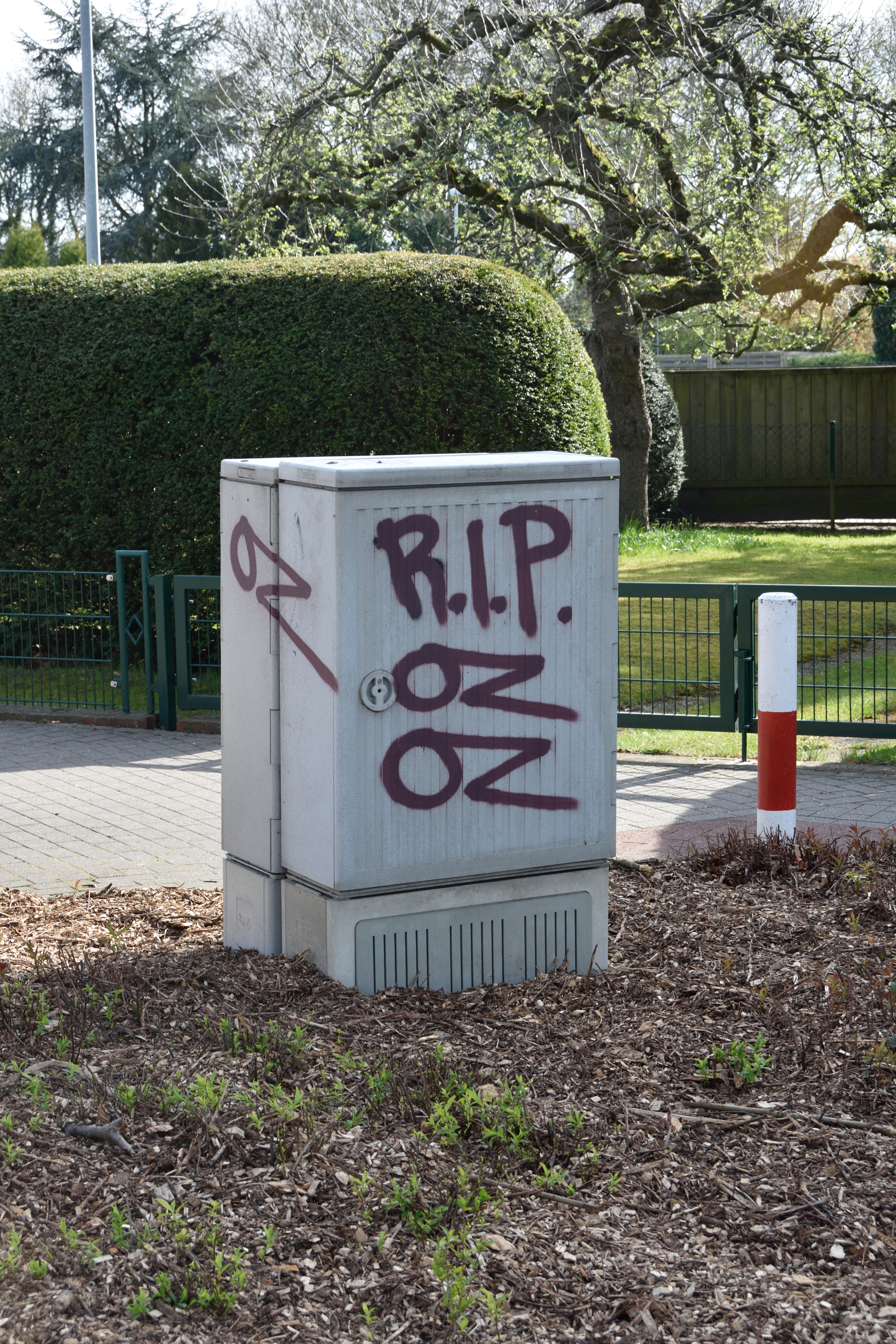
Erinnerungsgraffito in Wedel

OZ entwickelte seinen Stil eigenständig und hatte keinen Bezug zum klassischen Graffiti-Writing. In der Sprüher-Szene wurde er wegen seiner Konsequenz verehrt.

„OZ ist fleischgewordenes Graffiti. Die personifizierte Kompromisslosigkeit. Ziviler Ungehorsam in Perfektion. Das Phänomen OZ verfügt über genau jene ungesunde Riesen-Portion an Manie und Umtriebigkeit, die notwendig ist, wenn man sich ‚all city‘ auf die Fahne schreiben will. Kombiniert mit diesem ganz speziellen Humor und diesem einzigartigem Stil, katapultiert er sich für mich in die Sphären des ewigen Legenden-Status.“

Die Bremer Metalband Mantar benannte einen Song auf ihrem Album Ode to the Flame nach ihm.

### Zusammenarbeit mit Galerien
In Zusammenarbeit mit verschiedenen Galeristen und Künstlern arbeitete OZ ab 2009 auch auf Papier und Leinwand. Es kam zu mehreren Ausstellungen seiner Arbeiten in der Vicious Gallery von Christoph Tornow in Hamburg, in der Galerie Urban Art Info in Berlin und bei OZM Art Space in Hamburg.
Mittlerweile sind etliche Fälschungen seiner Bilder im Umlauf.
Im Verlag Colortrip erschien im Jahr 2009 in einer Zusammenarbeit mit der Vicious Gallery  der Bildband „Es lebe der Sprühling“ mit Beiträgen von Jan Delay und anderen.

## Strafverfolgung
Zum ersten Mal wurde OZ 1986 vom Amtsgericht Flensburg wegen Sachbeschädigung verurteilt. 1992 verhängte ein Gericht zum ersten Mal eine Haftstrafe, die zur Bewährung ausgesetzt wurde. 1997 wurde er vom Landgericht Hamburg zu einem Jahr Haft, 1998 zu zwei weiteren Jahren Haft verurteilt. Der verursachte Sachschaden wurde zu diesem Zeitpunkt auf einen sechsstelligen DM-Betrag geschätzt.
Im Jahr 1999 wurde OZ von Mitarbeitern der Hamburger S-Bahn-Wache körperlich misshandelt. Zwei Sicherheitsleute wurden wegen Verstoßes gegen die Dienstvorschrift entlassen und erhielten Freiheitsstrafen in Höhe von 14 und 18 Monaten. Im selben Jahr wurde OZ zu weiteren 21 Monaten Haft verurteilt.
Nach seiner Entlassung 2002 dauerte es nur etwas über ein Jahr, bis er im Oktober 2003 erneut zu drei Jahren Haft verurteilt wurde. Bereits einen Monat nach seiner Entlassung 2006 wurde OZ wieder verhaftet und im Mai 2007 zu fünf Monaten Gefängnis verurteilt, die durch die Untersuchungshaft abgegolten waren, so dass er keine Haftentschädigung erhielt. Teile der Anklage hatten wegen fragwürdiger Ermittlungsmethoden der observierenden Polizeibeamten fallen gelassen werden müssen, doch schwerwiegende Verfahrensfehler erkannte das Gericht, entgegen dem Antrag der Verteidigung, nicht an.
Während einzelne Medien über Gutachten berichteten, die OZ eine verminderte Schuldfähigkeit bescheinigten, folgte das Gericht in seinen Urteilen diesen Annahmen nicht. Auch er selbst hielt sich laut Gerichtsunterlagen „nicht für krank“.
Auch nach den Gefängnisstrafen wegen Sachbeschädigung sprühte OZ weiterhin im Hamburger Stadtgebiet. Im Juli 2010 konfiszierte die Polizei zunächst die Spraydosen und nahm ihn drei Stunden später fest, als er erneut sprühte. Bis 2007 saß er somit insgesamt mehr als acht Jahre in Haft.
Besonders vor dem Wahlkampf zur Bürgerschaftswahl 2001 rückte das Thema Graffiti als Sachbeschädigung in den Vordergrund. So sollte OZ beispielsweise gläserne Fahrstühle in diversen U-Bahnhöfen der Hamburger Hochbahn zerschlagen haben. Hierbei sei er, laut Aussagen von Mitarbeitern der Hamburger Hochbahnwache, die als Obdachlose verkleidet gewesen waren, durch diese beobachtet worden. Auch die private Hamburger S-Bahn-Wache verfolgte OZ regelmäßig und stellte ihn mehrmals im Stadtgebiet.
Ab dem 3. Februar 2011 stand OZ erneut wegen des Vorwurfs der 20-fachen Sachbeschädigung zwischen November 2008 und Juli 2010 vor Gericht. Unterstützer des Sprayers vermuteten laut dem Spiegel, „dass mit den OZ-Prozessen ein Einzelner, leicht fassbarer, weil ungeschützt agierender Sonderling stellvertretend für die ganze Szene abgestraft werden soll[e].“ Sein Anwalt, Andreas Beuth, forderte, Graffiti wie eine Ordnungswidrigkeit zu behandeln. Am 29. Juli 2011 wurde OZ zu einem Jahr und zwei Monaten Freiheitsstrafe verurteilt. Gegen dieses Urteil gingen Staatsanwaltschaft und Verteidigung im August 2011 in Berufung. Am 3. Februar 2012 wurde das Urteil im Berufungsverfahren vor dem Hamburger Landgericht in eine Geldstrafe von 1500 Euro gemindert – OZ blieb auf freiem Fuß.
Im Mai 2013 wurde OZ nach achtmonatiger Verhandlung wegen Sachbeschädigung zu einer Geldstrafe von 40 Tagessätzen zu sieben Euro verurteilt. Er hatte zwei Tags an einer Hauswand angebracht. In allen weiteren 17 Anklagepunkten sprach der Amtsrichter ihn frei. Der Richter kritisierte die Zeugen und die polizeilichen Ermittlungsarbeiten.

## Ausstellungen
- 2009 – Es Lebe der Sprühling. Vicious Gallery, Hamburg[28]
- 2010 – Rettet die Erde. Urban Art Info, Berlin[29]
- 2010 – OZ – der Untergrundkünstler der der spießigen Normalität im Wege steht, mit seiner farbenfrohen Fantasie, von der er durch die bunte Natur inspiriert wurde, OZM Art Space Gallery, Hamburg[44]
- 2011 – Street/Urban Art. Gemeinschaftsausstellung in Kooperation mit dem Auktionshaus Lauritz, OZM Art Space Gallery, Hamburg[45]
- 2011 – OZ – Der Hamburger Sisyphos, OZM Art Space Gallery, Hamburg
- 2011 – Urban Art. Café Wendel, Berlin[46]
- 2012 – wOZu?, OZM Art Space Gallery, Hamburg[47]
- 2013 – untitled – Eine Ausstellung von OZ, OZM Art Space Gallery, Hamburg[30][48]
- 2015 – OZ – Fuck the Norm im Rahmen der Gemeinschaftsausstellung BundeskunstHALL OF FAME, Bundeskunsthalle, Bonn[49]